# Carlos Maurício Werlang
Carlos Maurício Werlang (? - ?) foi um político brasileiro.
Foi eleito deputado estadual pelo PRP para a 37ª Legislatura da Assembleia Legislativa do Rio Grande do Sul, de 1947 a 1951.